# Campana eléctrica de Oxford

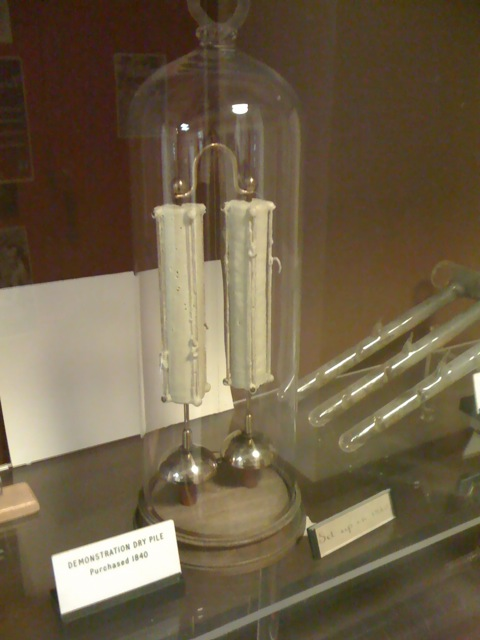
La campana eléctrica de Oxford en diciembre de 2009.

Cargada con dos pilas, el badajo se mueve hacia izquierda y derecha entre las dos campanas.

La campana eléctrica de Oxford o pila seca de Clarendon es una campana eléctrica experimental  que se instaló en 1840 y ha funcionado continuamente desde entonces. Era "una de las primeras piezas" adquiridas de una colección de aparatos por el clérigo y físico Robert Walker. Está localizada en un pasillo adyacente al vestíbulo del laboratorio Clarendon en la Universidad de Oxford, Inglaterra, y se mantiene sonando, aunque de forma inaudible al estar cubierta por dos capas de cristal.

## Diseño
El experimento consiste en dos campanas de latón, las cuales se colocaron debajo de una pila seca (una forma de batería), el par de pilas se conectó en serie. El badajo es una esfera de metal aproximadamente 4 mm de diámetro suspendido entre las pilas, el cual hace sonar las campanas alternadamente debido a fuerza electrostática. Cuando el badajo toca una campana,  está atraído por una pila, y entonces es electroestáticamente repelido, siendo atraído por la otra campana.  Una vez pega en la otra campana, el proceso se repite. El uso de fuerzas electrostáticas implica que se requiere un voltaje alto para generar movimiento, solo se requiere una pequeña cantidad de carga llevada de una campana a otra, lo que explica porque las pilas han mantenido el aparato en funcionamiento desde que se instaló. La frecuencia del aparato es de 2 herzios.
La composición exacta de las pilas secas es desconocida, pero se sabe que han sido protegidas con azufre fundido para aislarlas y se piensa que pueden ser pilas de Zamboni.
En uno señala esta clase de dispositivo jugó una función importante en distinguir entre dos teorías diferentes de acción eléctrica: la teoría de tensión de contacto (una teoría científica obsoleta basada en los entonces principios electroestáticos) y la teoría de acción química.[cita requerida]
El propósito de la campana eléctrica de Oxford no era demostrar el movimiento perpetuo. La campana finalmente parará cuándo las pilas secas hayan distribuido sus cargas igualmente si el badajo no se desgasta primero. La Campana ha producido aproximadamente 10 miles de millones de campanadas desde 1840 y mantiene el récord Guinness como "la batería con mayor duración del mundo que produce un incesante tintineo".

## Operación
Aparte de interrupciones cortas ocasionales causadas por una humedad alta, la campana ha estado sonando continuamente desde el año 1840. La campana pudo haber sido construida en 1825.

## Lectura avanzada
- Willem Hackmann, "El Enigma de Volta  "Tensión de Contacto" y el Desarrollo de la "Pila Seca"", apareciendo en Nuova Voltiana: Estudios en Volta y Su Tiempo, nb Volumen 3 (Fabio Bevilacqua; Lucio Frenonese (Editores)), 2000, pp. 103@–119.
- "Exposición 1 - El Clarendon Pila Seca". «Exhibit 1 - The Clarendon Dry Pile». Oxford Physics Teaching, History Archive. Archivado desde el original el 21 de enero de 2013. Consultado el 18 de enero de 2008.
- Croft, A J (1984). «The Oxford electric bell». European Journal of Physics 5 (4): 193. Bibcode:1984EJPh....5..193C. doi:10.1088/0143-0807/5/4/001.Bibcode:1984EJPh....5..193C. doi:10.1088/0143-0807/5/4/001.
- Croft, A J (1985). «The Oxford electric bell». European Journal of Physics 6 (2): 128. Bibcode:1985EJPh....6..128C. doi:10.1088/0143-0807/6/2/511.Bibcode:1985EJPh....6..128C. doi:10.1088/0143-0807/6/2/511.

- Datos: Q3359049